# Ceratophrys aurita
Ceratophrys aurita е вид жаба от семейство Ceratophryidae. Видът не е застрашен от изчезване.

## Разпространение
Разпространен е в Бразилия.

## Описание
Продължителността им на живот е около 12,8 години. Популацията на вида е намаляваща.